# Marijac
Marijac, född som Jacques Dumas 1908 och avliden 1994, var en fransk serieskapare och förläggare. Han var en produktiv serieskapare årtiondena efter andra världskriget, och han grundade serietidningen Coq Hardi (1944–63). 1979 mottog Marijac Grand prix de la ville d'Angoulême.

## Biografi

### Tidiga år
Jacques Dumas föddes 7 november 1908 i Paris. Han inledde sin karriär som serieskapare på 1930-talet, bland annat med västernserien Jim Boum. Under andra världskriget deltog Marijac i den franska motståndsrörelsen.

### Coq Hardi
Efter Frankrikes befrielse 1944 grundade Marijac den veckoutgivna Coq Hardi, som fram till nedläggningen 1963 kom att bli en av Frankrikes mest betydelsefulla serietidningar. Bland annat sålde en 15-årig Jean Giraud sin första seriehistoria till Marijac. Själv tecknade han bland annat Les Trois mousquetaires du maquis, en äventyrsserie om tre franska motståndsmän.
Marijac skrev därefter manus till en mängd olika serier. Dessa inkluderade:
- Capitaine Fantôme för Raymond Cazanave
- Colonel X för Raymond Poïvet, Christian Mathelot och Noël Gloesner
- Alerte à la Terre för Mathelot
- Sitting Bull för Dut
- Poncho Libertas för Le Rallic
- Roland Prince des Bois för Kline
- Guerre à la Terre för Auguste Liquois

### Senare år
Delar av Marijacs verk publicerades i den belgiska serietidningen Samedi-Jeunesse (1957–76).
Marijac avled 21 juli 1994, 85 år gammal. Dessförinnan hade han 1979 fått motta Grand prix de la ville d'Angoulême för sitt samlade verk.